# Gymnasium St. Xaver
Das Gymnasium St. Xaver in Bad Driburg ist eine staatlich anerkannte, katholische Privatschule, die laut aktuellem Leitbild des Erzbistums Paderborn, dem sie unterliegt, auch konfessionslose Schüler aufnimmt und ihren Namen, der auf den Missionar Franz Xaver zurückgeht, seit 1975 führt. Das Gymnasium ging aus einer 1916 von den Steyler Missionaren gegründeten Missionsschule St. Xaver hervor. Seit dem Jahr 2000 ist das Erzbistum Paderborn der Schulträger. Die Schule hat ca. 730 Schüler und Schülerinnen und 67 Lehrer (Stand 2025). Seit dem Schuljahr 2009/10 ist sie eine gebundene Ganztagsschule.
Der Schulleiter ist seit August 2018 Antonio Burgos, der seit 1991 Lehrer ist und bereits sein Abitur am St. Xaver gemacht hat. Er ist damit der Nachfolger von Peter Kleine.

## Geschichte
1914 hatte die Stadt Bad Driburg der Gesellschaft des Göttlichen Wortes ein Grundstück am Ziegenberg von 55 preußischen Morgen zur Verfügung gestellt. Am 7. Dezember 1915 konnte der erste Flügel eingeweiht werden. 1924 erfolgte eine Erweiterung um zwei weitere Flügel mit Aula und Kirche. Die Kirche im Stil zwischen Jugendstil und Art déco wurde am 23. August 1925 eingeweiht und von 1929 bis 1930 von dem Kunstmaler Philipp Schumacher aus München im Nazarener Stil ausgemalt. 1929 folgte ein Sportplatz direkt hinter der Schule und 1965 der große Sportplatz hinter dem Schwimmbad.
Die Missionsschule war von 1915 bis 1940 ein staatlich anerkanntes Progymnasium. Zwischen 1940 und 1945 diente das Gelände der Schule als Lazarett der Wehrmacht. So entging man einer Beschlagnahme der NSDAP. Nachdem im November 1945 der Schulbetrieb wieder aufgenommen werden konnte, folgte 1947 die staatliche Anerkennung der Schule als altsprachliches Gymnasium. 1949 zählte die Schule 195 Schüler. Die erste Turnhalle wurde 1954 und ein Schwimmbad 1960 erbaut. 1958 wurde die bis dahin reine Internatsschule durch die Aufnahme von externen Jungen, seit 1969 auch von Mädchen, für nicht ständig in ihr wohnende Schülerinnen und Schüler geöffnet. Seit 1965 besteht ein Förderverein. 1971 wurde das überregional bekannte „Spanische Modell“ am Gymnasium St. Xaver eingeführt, bei dem Kinder spanischer Mitbürger gezielt auf das zweisprachige Abitur vorbereitet wurden.
Bedingt durch die steigenden Schülerzahlen wurden weitere Gebäude hinzugefügt. In den 1970er Jahren wurde ein höher am Hang gelegenen Gebäudetrakt ergänzt. Dieses Gebäude wurde bis nach der Jahrtausendwende für die Verwaltung, die Oberstufe, sowie fachspezifische Kursräume genutzt. Der „Zenker“-Bau (drei Unterrichtsräume als Ergänzung zum Internatsgebäude) wurde noch bis Anfang der 1990er Jahre genutzt. Der Internatsbetrieb wurde bereits 1988 eingestellt. Das Gebäude wurde aber weiter als Wohnheim für Gäste, bzw. im Rahmen der Wiedervereinigung als Unterkunft für Übersiedler genutzt.
Mit der Übertragung der Schule zum Hochstift und den anschließenden Umbauarbeiten wurden alle Verwaltungs- und Fachräume auf den historischen Altbau konzentriert.
Zwischen den Jahren 2003 bis 2006 wurden die alten Gebäude (Gärtnerei und Neubau) und Flächen (Apfelplantage, Grotte, Friedhof), die von den Steyler-Missionaren noch genutzt wurden, abgetrennt.
Die Mensa, die von einem Driburger Gastronomen betrieben wird, wurde am 18. Juli 2011 durch Generalvikar Alfons Hardt eingeweiht.

## Schwerpunkte

### MINT-Bereich
Die Schule ist als MINT-freundliche Schule, digitale Schule, Schule der Zukunft und als MINT-EC-Schule zertifiziert. Im Rahmen der Zertifizierung der Schule als MINT-EC-Schule bietet diese jährlich ein MINT-EC-Camp an, diese können von den Themen variieren und waren bereits unter anderem Laserphysik oder die Datenanalyse einer Wildbrücke. Neben je zwei Fachräume für die Fächer Biologie, Chemie, Informatik und Physik unterhält die Schule weitere Räumlichkeiten zur Förderung des MINT-Bereichs, so besitzt sie einen Brutschrank oder 3D-Drucker. Sie bietet aus den MINT-Fächern Biologie, Mathematik und Physik als Leistungskurse an. Neben dem schulischen Angebot unterhält sie Kooperationen mit dem Heinz Nixdorf Museumsforum, der Universität Paderborn oder dem Unternehmen dSpace. Sie unterstützt Schüler bei der Teilnahme von Wettbewerben in diesem Bereich und hat seit 1983 schon mehrere erste Plätze und mehrere Sonderpreise des Bundesministers in Schüler-Wettbewerben, wie zum Beispiel Jugend forscht, gewonnen.

### Musikalischer Bereich
Das Gymnasium St. Xaver führt neben zwei Orchestern, einer Big Band und einem Oberstufenchor viele weitere Angebote für die Schülerschaft sich künstlerisch im und außerhalb des Unterrichts auszudrücken. Sie kann durch die schuleigene Kirche und der damit verbundenen Orgel ein breites Angebot schaffen. Jährlich finden wiederkehrende und nicht wiederkehrende Vorstellung der Schule statt. Besonders bekannt sind hierbei der Abend voll Musik, das Sommerkonzert, das Klassikforum und das Vorweihnachtliche Konzert. Die Schule führt außerdem in unregelmäßigen Abständen eigens inszenierte Musicals auf. Diese Projekte wurden bisher vom Musikpädagogen Frank Kieseheuer geleitet und initiiert, der selber an der Schule unterrichtet. Unter anderem gehören dazu Hair, Jesus Christ Superstar oder die erste Aufführung des Musikdramas Die Kinder der toten Stadt in voller Länge.

### Außerunterichichtliches Engagement
Das Gymnasium ist als Europaschule zertifiziert und unternimmt in diesem Rahmen Austauschprogramme mit ihren Partnerschulen in Ungarn und der Niederlande. Sie ermöglicht der Schülerschaft das erlangen der Sprachzertifikate DELF, DELE und Cambridge. In der 10. Klasse findet wahlweise der Politik und Geschichts Unterricht bilingual statt.
Die Schule veranstaltet jedes Jahr eine „Bolivienwoche“, in der Geld für diverse Ziele in Bolivien gesammelt wird. Bis zu dem Schuljahr 2021/2022 wurde das Geld für eine Partnerschule und die umliegende Stadt Tapacari gesammelt. Ab dem Schuljahr 2022/2023 findet die Aktion weiter jährlich, aber mit wechselndem Ziel statt, da die Steyler Missionare, mit denen man dieses Projekt zusammen betreut hat, ihre Bemühungen beendet haben.
Durch den Verkauf von Fair-Trade Produkten und dem Gebrauch von Mehrweg-Trinkgefäßen ermöglicht das St. Xaver in der Mensa ein fair gehandeltes Angebot.
Die Schule veranstaltet einmal jährlich zur Ehrung für besondere Leistungen, die über den Unterricht hinausgehen eine Preisverleihung mit der Verleihung des Xaver Awards. Die Kandidaten werden von der Schülerschaft nominiert und von Mitgliedern der Eltern-, Schüler- und Lehrervertretung gemeinsam gekürt.

### Schulseelsorge
Das Angebot der Schulseelsorge beinhaltet am Gymnasium St. Xaver folgende Aspekte:
- Orientierung und kritische Auseinandersetzung mit dem Glauben im Religionsunterricht bis zum Abschlussjahrgang
- Tägliche Morgenimpulse und regelmäßig stattfindende Jahrgangsgottesdienste
- Meditationen und Zeiten der Stille
- Tage der religiösen Orientierung
- Vorbereitung zur und Teilnahme an der Bistumswallfahrt
- Besuch der Gottesdiensträume anderer Konfessionen und Religionen
- Regelmäßige Beichtangebote

## Gelände
Das Schulgelände ist ca. 3,2 Hektar groß und umfasst neben Schulhof und Hauptgebäude auch:
- zwei Beachvolleyballfelder
- Basketballplatz
- zwei Turnhallen
- Mensa
- ein Klettergerüst
- großer und kleiner Fußballplatz
- Schulgarten mit Streuobstwiese

## Absolventen
- 1957: Wolfgang Schade, Generalmajor des Heeres der Bundeswehr